# دانگ‌فنگ اس۳۰
دانگ‌فنگ اس۳۰ (به انگلیسی: Dongfeng S30) یا دانگ‌فنگ فنگشن اس۳۰ (به انگلیسی: Dongfeng Fengshen S30) یک خودروی کامپکت کوچک سدان است که توسط زیرمجموعه شرکت دانگ‌فنگ موتور، دانگ‌فنگ فنگشن تولید می‌شد. 
قیمت این خودرو در چین از ۶۹٬۸۰۰ یوآن آغاز و بهترین نسخه آن ۹۳٬۸۰۰ یوآن ارزش دارد. دانگ‌فنگ اس۳۰ بر اساس پلت‌فرم خودروی سیتروئن زدایکس ساخته شده‌است. در مارس ۲۰۱۳، فیس‌لیفت آن با طراحی تغییریافته در عقب و جلو رونمایی شد، که قیمت آن از ۵۹٬۸۰۰ یوآن آغاز شده و بهترین نسخه آن ۸۸٬۸۰۰ یوآن قیمت دارد.

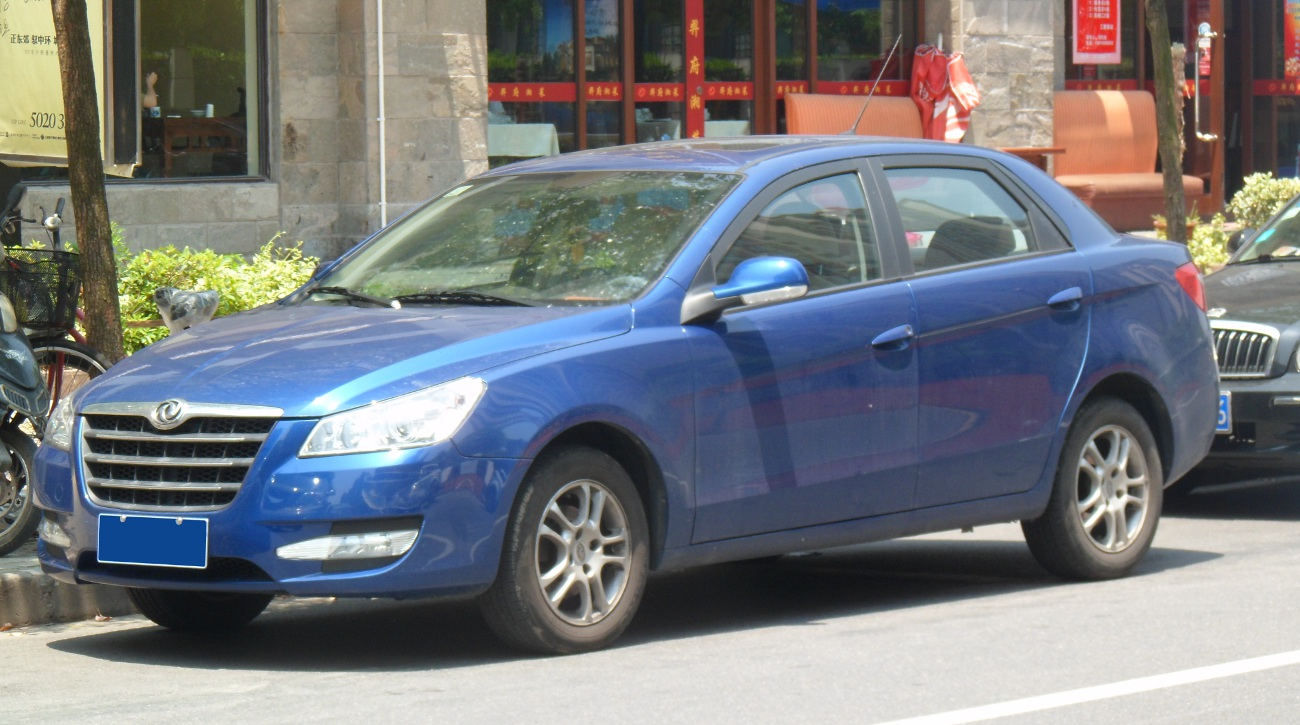
دانگ‌فنگ اس۳۰
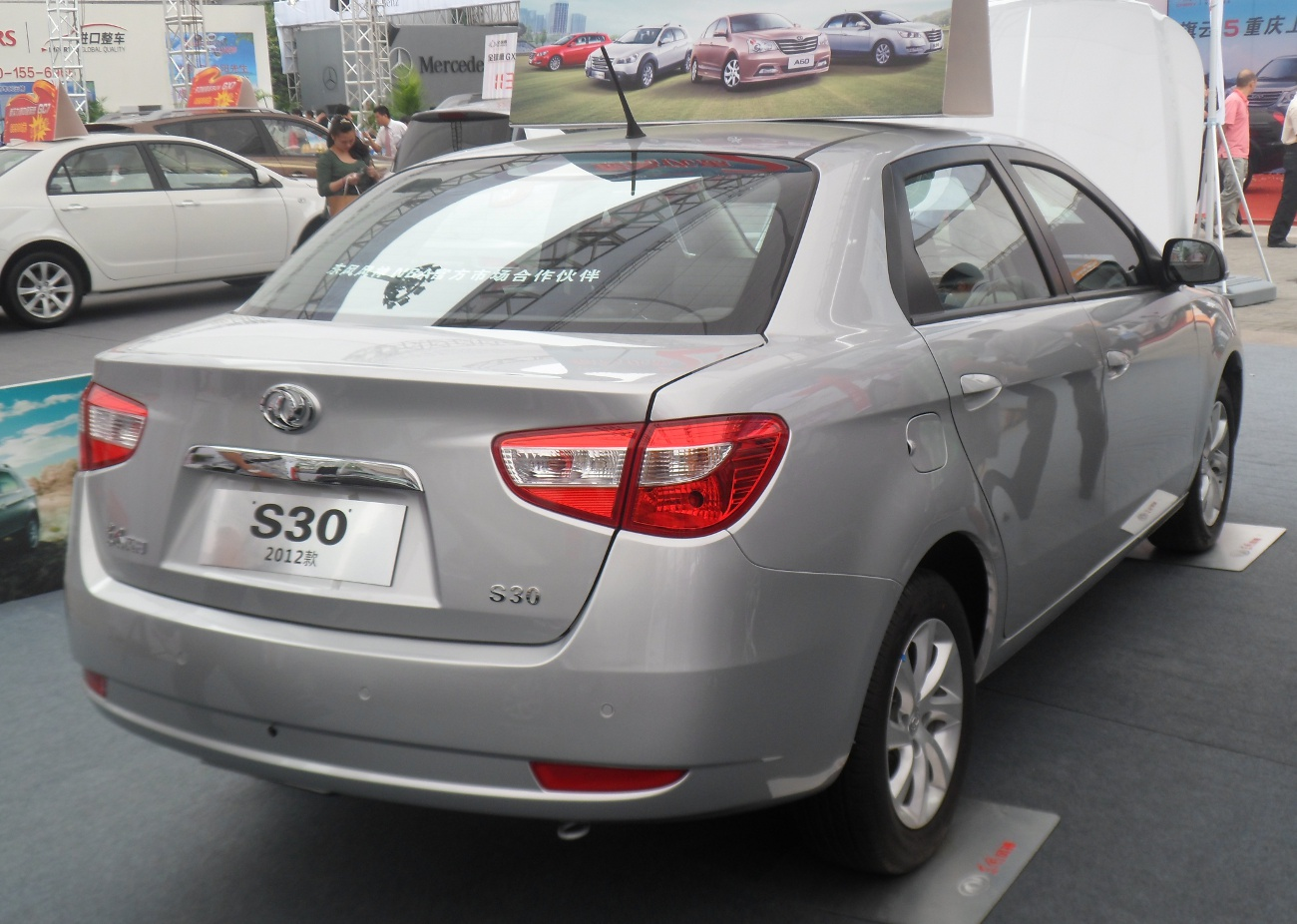
دانگ‌فنگ اس۳۰
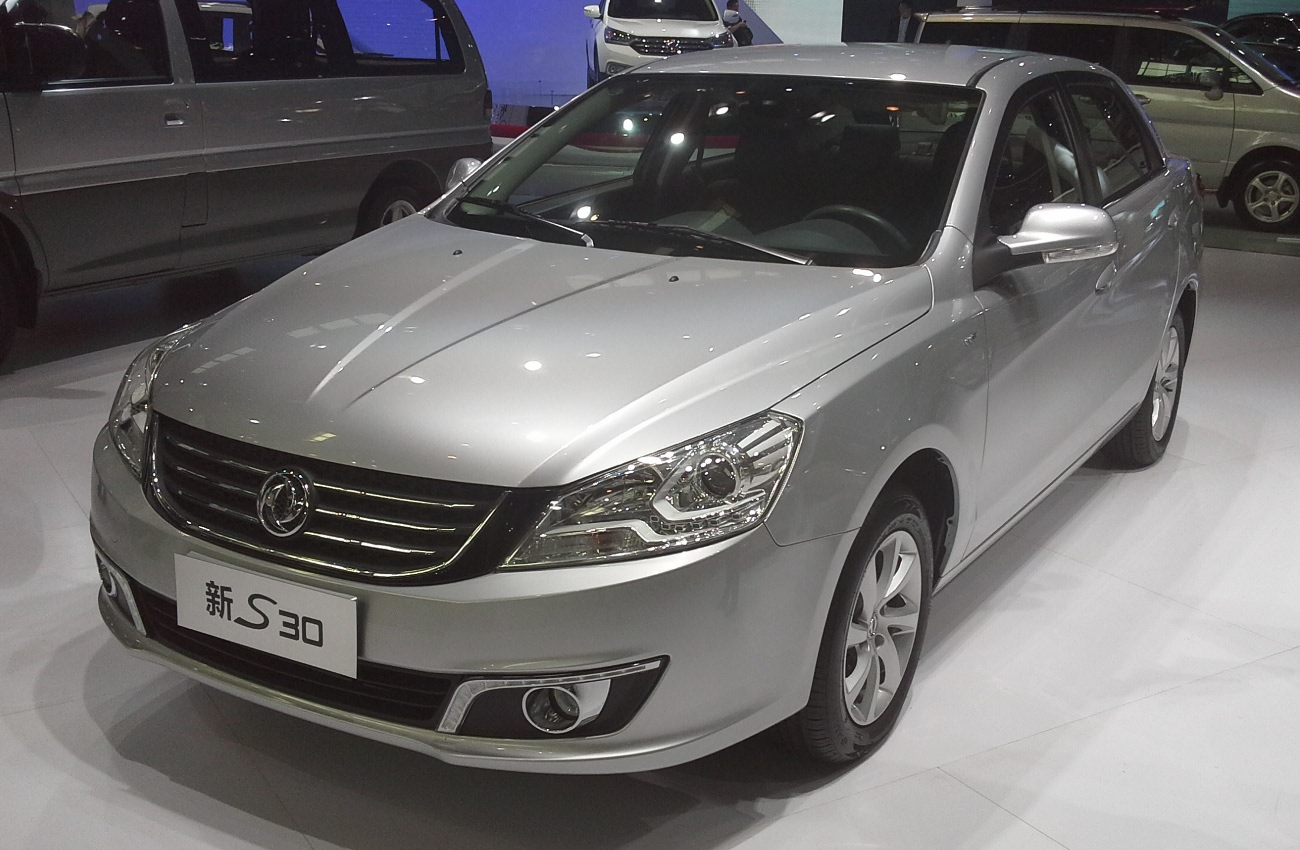
فیس لیفت دانگ‌فنگ اس۳۰
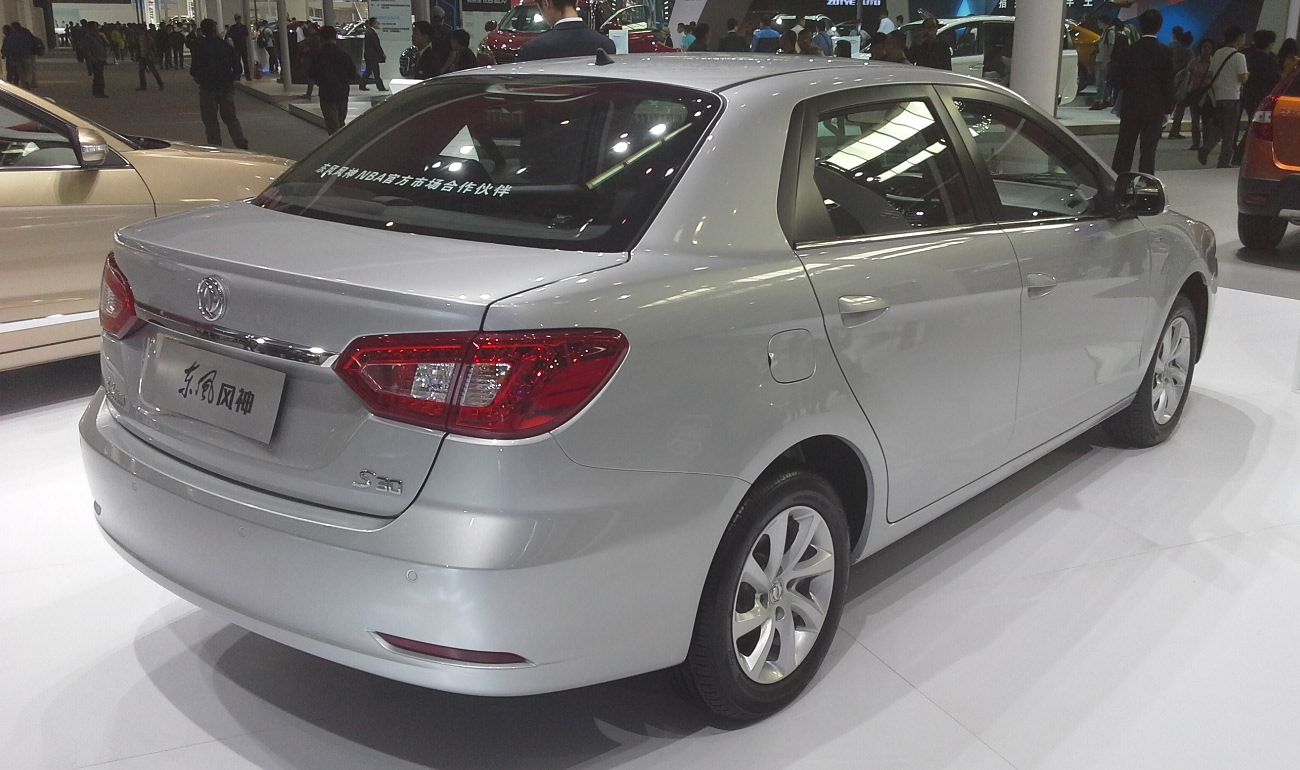
فیس لیفت دانگ‌فنگ اس۳۰

## دانگ‌فنگ اس۳۰ پی‌اچ‌ئی‌وی

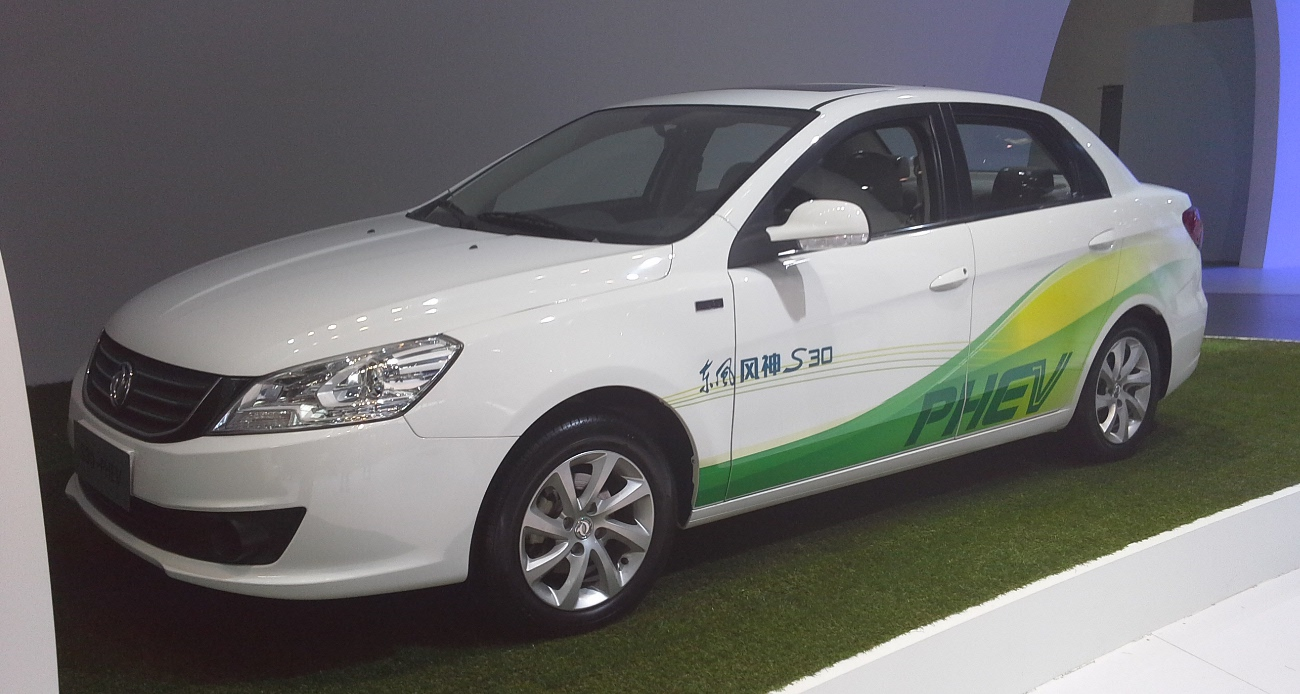
مدل مفهومی دانگ‌فنگ اس۳۰ پی‌اچ‌ئی‌وی

دانگ‌فنگ از مدل مفهومی اس۳۰ پی‌اچ‌ئی‌وی با ظاهری مشابه به فیس لیفت اس۳۰ سدان در نمایشگاه خودروی پکن رونمایی کرد، اما این مدل هیچ‌گاه به تولید انبوه نرسید.